# Colobathristidae
Colobathristidae Stål, 1865, è una famiglia di insetti Pentatomomorfi dell'ordine Rhynchota Heteroptera, superfamiglia Lygaeoidea, comprendente circa 80 specie.

## Descrizione
Questi insetti hanno un corpo di medie dimensioni, molto esile, con appendici relativamente lunghe  e sottili ed tegumento di aspetto pruinoso e punteggiato.
Il capo è provvisto di ocelli ed ha antenne e rostro composti da 4 segmenti.
Il torace presenta il mesoscutello stretto e allungato, spesso con processi spinosi del tegumento. Le emielitre sono strette e allungate e mostrano il margine laterale leggermente concavo e la membrana priva di venature. Nella famiglia sono presenti anche specie meiottere.
L'addome porta gli stigmi in posizione dorsale negli uriti II-IV e ventrale negli altri.

## Importanza e diffusione
La famiglia comprende specie fitofaghe associate per lo più a Monocotiledoni. Molte specie sono citate come agenti di danno nei confronti delle Graminacee.
La famiglia è largamente diffusa nelle regioni tropicali dell'Asia, dell'Australia e dell'America.

## Sistematica
Complessivamente i Colobathristidae sono rappresentati da oltre 83 specie, ripartite fra 23 generi. Sistematicamente si suddivide in due sottofamiglie:
- Colobathristinae. È la più rappresentativa, comprendendo 81 specie.
- Dayakiellinae. Comprende due sole specie presenti solo in Indonesia.

La posizione sistematica del gruppo è controversa : oltre all'inquadramento sistematico adottato in questa sede, diversi Autori e fonti adottano in alternativa l'inserimento del gruppo al rango di sottofamiglia dei Lygaeidae con la denominazione Colobathristinae.